# Täckjacka

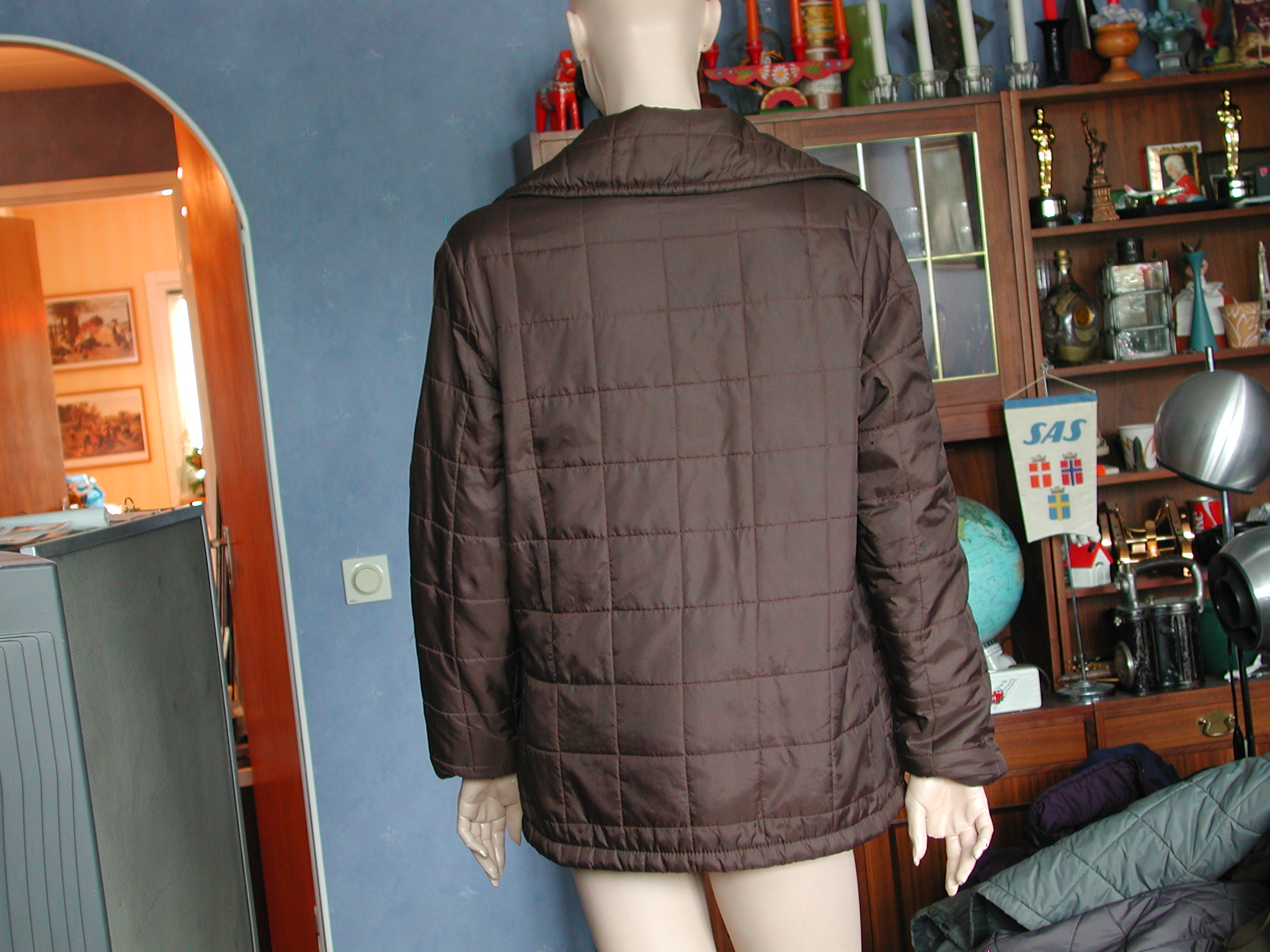
Quiltad jacka från Saxylle-Kilsund

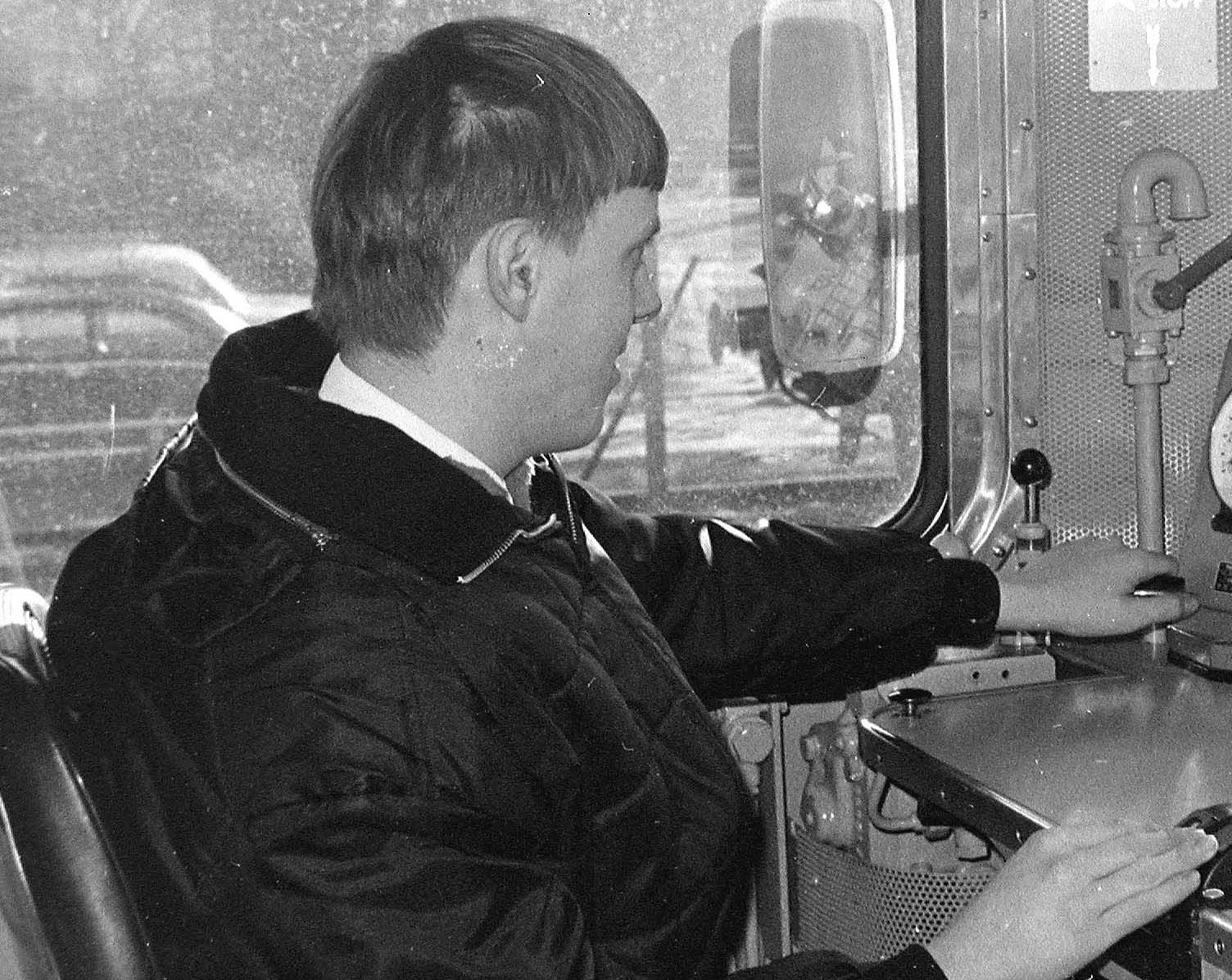
Kopia av ALTA, tillverkad av Borg

Täckjackan är en allmän benämning på kviltade jackor.
1959 lanserades ALTA-jackan från Bogner, vilket blev mycket populär i Sverige. Andra tillverkare började kopiera ALTA med varierande resultat - t.ex. Borg. Andra populära modeller under mitten av 60-talet var Saxylle-Kilsund täckjacka.